# Eremurus robustus
Eremurus robustus  es una especie de plantas perteneciente a la familia de las asfodeláceas.

## Descripción
E. robustus tiene un tallo de 18 a 30 dm, con hojas de hasta 13 dm, y 1 dm de ancho, la más ancha de su género.  El color de las hojas varía de un brillante verde a azul verdosas.  La inflorescencia mide 12 dm de longitud, cubierta con flores rosa pálidas, de 4 cm;  en la base de ellas son pardas erupsionadas, y con una quilla verde. Las flores inferiores tienen largos pedicelos, y más cortos en las superiores.  Las flores, de  700 a 800, abren en verano.  Hacia la floración, las hojas ya están marchitas.
La planta fue introducida desde Asia Central en 1874 y se hizo popular en jardines.  Sin embargo algunas encuentran a esta planta demasiado alta para jardines normales.  Prefiere suelos arenosos, bien drenados y sol pleno.

## Distribución
Es nativa de Tien Shan y de las  Montañas Pamir en Asia central, muy usada como planta ornamental.  Suele llevar el nombre común de cola de zorro.

## Sinonimia
- Henningia robusta Regel[5]